# Weißkinndrossel
Die Weißkinndrossel (Turdus aurantius) ist ein Singvogel aus der Familie der Drosseln (Turdidae).
Das Artepitheton kommt von lateinisch aurantius ‚orange, orangenrot‘.

## Vorkommen
Die Weißkinndrossel kommt auf Jamaika und auf den Cayman Islands vor.
Sie bevorzugt subtropische oder tropische feuchte Tieflandwälder und Bergwälder.
Die Art ist monotypisch.

## Merkmale
Der Vogel misst 24–26 cm, wiegt 82 g. Das Gefieder ist glänzend dunkelbraun auf der Oberseite, weißer Flügelrand, die Unterseite ist grau, der Schnabel und die Beine sind orange.

## Verhalten
Der Vogel ernährt sich von Insekten, Schnecken, aber auch von Früchten und Beeren.
Die erste Brut findet im Mai–Juli, eine zweite bis in den August hinein statt.

## Gefährdungssituation
Die Weißkinndrossel gilt als nicht gefährdet (Least Concern).